# Nati nel 1603
| Questa pagina contiene informazioni ricavate automaticamente dalle voci biografiche con l'ausilio del template Bio e di un bot. L'aggiornamento è periodico e automatico e ricostruisce completamente la pagina. Se manca una persona in questa lista, sei pregato di non aggiungerla, ma accertati piuttosto che la sua voce biografica contenga il template Bio e che i dati anagrafici siano correttamente compilati. Se il template Bio manca, inseriscilo tu stesso o, in alternativa, metti l'avviso {{tmp\|Bio}} che ne segnala la mancanza. Se i dati riportati sono sbagliati, correggi direttamente la voce biografica; le modifiche saranno visibili in questa lista entro pochi giorni. Per chiarimenti vedi il progetto biografie. La lista contiene solo le 77 persone che sono citate nell'enciclopedia e per le quali è stato implementato correttamente il template Bio. Pagina aggiornata al 18 ago 2025. |

## Gennaio(3)
- 6 gennaio - Giulio Gabrielli il Vecchio, cardinale e vescovo cattolico italiano († 1677)
- 19 gennaio - Mario de' Fiori, pittore italiano († 1673)
- 20 gennaio - Federico Sforza, cardinale italiano († 1676)

## Febbraio(3)
- 2 febbraio - Luisa di Borbone, duchessa francese († 1637)
- 12 febbraio - Federico Guglielmo II di Sassonia-Altenburg, duca († 1669)
- 25 febbraio - Gregorio Preti, pittore italiano († 1672)

## Marzo(1)
- 2 marzo - Pietro Novelli, pittore e architetto italiano († 1647)

## Aprile(6)
- 4 aprile - Giovanni Gonnelli, scultore italiano († 1664)
- 10 aprile - Francesco Furini, pittore italiano († 1646)
- 10 aprile - Cristiano di Danimarca, principe danese († 1647)
- 11 aprile - Cornelio Malvasia, astronomo, nobile e militare italiano († 1664)
- 19 aprile - Michel Le Tellier, politico francese († 1685)
- 26 aprile - Francesco Nigetti, compositore, organista e musicologo italiano († 1681)

## Giugno(7)
- 3 giugno - Pietro Paolini, pittore italiano († 1681)
- 11 giugno - Bartolomeo Vandoni, pittore italiano († 1676)
- 13 giugno - Abraham Willaerts, pittore olandese († 1662)
- 17 giugno - Giuseppe da Copertino, presbitero italiano († 1663)
- 18 giugno - Luisa Giuliana di Erbach, nobile tedesca († 1670)
- 21 giugno - Francesco Gonzaga, vescovo cattolico italiano († 1673)
- 29 giugno - Pietro Michiele, poeta italiano († 1651)

## Luglio(4)
- 11 luglio - Sibilla Cristina di Anhalt-Dessau, nobile († 1686)
- 11 luglio - Kenelm Digby, filosofo, diplomatico e corsaro britannico († 1665)
- 19 luglio - Filippo della Santissima Trinità, teologo e presbitero francese († 1671)
- 27 luglio - Alonso de Ovalle, storico e gesuita cileno († 1651)

## Agosto(2)
- 9 agosto - Johannes Cocceius, teologo e ebraista tedesco († 1669)
- 17 agosto - Lennart Torstenson, ufficiale e ingegnere militare svedese († 1651)

## Settembre(4)
- 8 settembre - Bernardina Floriani, monaca cristiana e badessa italiana († 1673)
- 10 settembre - Henri Valois, filologo e storico francese († 1676)
- 15 settembre - John Jonston, medico, biologo e botanico polacco († 1675)
- 19 settembre - Lorenzo Marcello, ammiraglio e politico italiano († 1656)

## Ottobre(4)
- 1º ottobre - Georg Paulus Imhoff, banchiere, mercante e politico tedesco († 1689)
- 4 ottobre - Francesco Maria Fiorentini, medico, letterato e storico italiano († 1673)
- 20 ottobre - Simon de Vos, pittore, incisore e collezionista d'arte fiammingo († 1676)
- 27 ottobre - Michelangelo Bonadies, francescano, vescovo cattolico e scrittore italiano († 1686)

## Novembre(3)
- 16 novembre - Taddeo Barberini, militare e nobile italiano († 1647)
- 20 novembre - Fāsiladas, imperatore etiope († 1667)
- 24 novembre - Giovanni di Nassau-Idstein, nobile tedesco († 1677)

## Dicembre(3)
- 21 dicembre - Roger Williams, teologo inglese († 1684)
- 23 dicembre - Edvige di Holstein-Gottorp, nobile tedesca († 1657)
- 25 dicembre - Placido Titi, monaco cristiano e astronomo italiano († 1668)

## Senza giorno specificato(37)
- Giuseppe Allevi, musicista italiano († 1670)
- Alpino Alpini, medico e botanico italiano († 1637)
- Pieter Jansz van Asch, pittore olandese († 1678)
- Abu al-Ghazi Bahadur, politico e storico uzbeko († 1663)
- Paolo Antonio Barbieri, pittore italiano († 1649)
- Henri e Charles Beaubrun, pittore francese († 1677)
- Scipione Bellabona, religioso e storico italiano
- Cornelis Bloemaert II, incisore e disegnatore olandese († 1692)
- Jan Gerritsz van Bronckhorst, pittore e incisore olandese († 1661)
- Emery de Caën, navigatore francese
- Giovanni Canale, poeta italiano († 1696)
- Giovanni Battista Carlone, pittore italiano
- Giovanni Battista Centurione, doge († 1692)
- Valentin Conrart, scrittore francese († 1675)
- Francesco Foggia, compositore italiano († 1688)
- Giovan Battista Foppa, arcivescovo cattolico italiano († 1673)
- Giovanni Battista Gori Pannilini, vescovo cattolico italiano († 1662)
- Girolamo Gravina, missionario italiano († 1662)
- Carlo Guasco, principe di Phalsbourg e Lixheim, nobile e generale italiano († 1650)
- Adriaen Hanneman, pittore olandese († 1671)
- Thomas Kirke, navigatore inglese († 1642)
- Pierre de La Porte, agente segreto francese († 1680)
- Katherine Manners, nobile inglese († 1649)
- Marcello Mastrilli, missionario italiano († 1637)
- Johannes Moreelse, pittore olandese († 1634)
- Camilla Orsini, religiosa italiana († 1685)
- Alfonso Perez de Vivero, generale e politico spagnolo († 1661)
- Paulus Pontius, incisore fiammingo († 1658)
- Giovanni Quagliata, pittore italiano († 1674)
- Giacomo Recco, pittore italiano
- Giovanni Ricca, pittore italiano
- Giovan Leone Sempronio, poeta, scrittore e letterato italiano († 1646)
- Friedrich Stellwagen, organaro tedesco († 1660)
- Herman van Swanevelt, pittore, disegnatore e incisore olandese († 1655)
- Abel Tasman, navigatore, esploratore e cartografo olandese († 1659)
- Pietro Della Vecchia, pittore italiano († 1678)
- Jan van der Vucht, pittore olandese